# Tekmovanje iz znanja biologije za Proteusovo priznanje
Tekmovanje iz znanja biologije za Proteusovo priznanje je osnovnošolsko tekmovanje iz znanja biologije, ki ga vsako leto Prirodoslovno društvo Slovenije. Tekmujejo lahko učenci in učenke 8. in 9. razreda Osnovne šole. Vsako leto je tekmovanje povezano z določeno temo. Tema za šolsko leto 2006/2007 so  dvoživke, tema za šolsko leto 2007/2008 so vodne rastline tema za šolsko leto 2008/2009 so netopirji, tema za leto 2009/2010 so medved, volk in ris in tema za leto 2010/2011 je deset grmovnih vrst dreves